# Adolf, die Nazi-Sau
Adolf, die Nazi-Sau (Nederlands: Adolf) is een reeks satirische stripverhalen, getekend door Walter Moers. Het hoofdpersonage, letterlijk Adolf het nazizwijn, is een parodie op Adolf Hitler, die voor het eerst in 1997 in het satirische tijdschrift Titanic verscheen. De strip stelt Hitler als een dwaze idioot voor, die de Tweede Wereldoorlog overleefd heeft, decennialang in riolen heeft geleefd en eind twintigste eeuw weer in de buitenwereld treedt. Hij beleeft talloze bizarre avonturen, geraakt verslaafd aan crack en trouwt met Hermann Göring, die als transseksueel een geslachtsoperatie heeft ondergaan, zich voortaan Hermine noemt en als prostituee op de Reeperbahn in Hamburg werkt.
Het eerste boek met de gebundelde belevenissen van Adolf draagt de titel Äch bin wieder da!! en verscheen anno 1998. Het was een buitengewoon succes, dat werd opgevolgd door twee verdere boeken, Äch bin schon wieder da! uit 1999 en Der Bonker uit 2006. Bij Der Bonker werd een muzieknummer met videoclip gemaakt, dat als cd bij het boek werd gevoegd en tevens op YouTube werd gepost, waar het meer dan een miljoen keer bekeken werd. Anno 2015 werkt Moers met producent David Groenewold aan een filmversie, die door crowdfunding gefinancierd moet worden. In alle strips spreekt Adolf met een zwaar Oostenrijks accent.

## Äch bin wieder da!!
In het begin van het eerste boek is de oorspronkelijke strip uit Titanic opgenomen waaruit Adolf, die Nazi-Sau ontstond. In Ein Abend mit mehreren Symbolen krijgt Moers bezoek van The artist formerly known as Prince, die enkel met zijn logo of als TAFKAP wordt aangesproken, een fles Chantré meebrengt en uiteindelijk in het toilet overgeeft. Vervolgens komt Adolf Hitler op bezoek, die Chantré drinkt en zijn hakenkruis op de wand van het toilet tekent om het te vergelijken met TAFKAP’s logo. Zijn lievelingsthema zijn de Joden, waarover hij woest begint te schreeuwen: „De Joden! Grrr! De Joden!”. Tot slot krijgt Moers Michael Jackson op bezoek, die zijn neus in ‘Joodse’ stijl heeft veranderd en ook Chantré drinkt.
Wanneer Adolf weer uit de riolen is gekropen, is hij eenzaam en depressief. Hij gaat op consultatie bij Dr. Furunkel, die hem eerst een Tamagotchi als gezelschap geeft, maar per ongeluk laat hij deze sterven. Vervolgens schrijft Furunkel hem „een goede neukbeurt” als therapie voor. Met zijn doktersvoorschrift trekt Hitler naar de Reeperbahn en botst daar op Hermine Göring, die als hoer werkt. Göring biedt hem crack aan, en in zijn huis slapen ze met elkaar. Wanneer het geld op is, is Adolf genoodzaakt zelf als prostitué te gaan werken. Neonazi’s slaan hem in elkaar, en hij belandt twee weken op de intensivecareafdeling.
Om te herstellen, trekt Adolf twee weken naar Parijs; hij is teleurgesteld omdat de Eiffeltoren niet meer van hem is. Aangezien hij thans werkloos is, moet hij naar diverse banen solliciteren. Uiteindelijk vindt hij werk als chauffeur, maar reeds bij zijn eerste opdracht gaat het mis: hij moet Lady Di en Dodi Fayed vervoeren, maar veroorzaakt een botsing in een tunnel, met de dood van beide passagiers tot gevolg. Adolf moet onderduiken.
Het constante weerklinken van Elton Johns nummer Like a candle in the wind drijft hem tot wanhoop, en hij wil zelfmoord plegen door van de Eiffeltoren te springen. Tijdens zijn val wordt hij door een ufo opgepikt. Twee buitenaardse sociologiestudenten die aan hun thesis schrijven, hebben hem als studieobject uitgekozen. Adolf maakt een graancirkel in de vorm van een enorme swastika.
De buitenaardse wezens vullen Adolf met kennis uit de naoorlogse tijd. Hij moet Günther Grass lezen, leert het revolutionaire concept van ‘shampoo en conditioner in één’ kennen en wordt tot seks met Moeder Theresa gedwongen. Hij weigert echter, de ufo stort in zee en Adolf komt in Japan terecht. Door de manipulaties van de buitenaardse experimenten wordt Adolf nu gigantisch groot, telkenmale wanneer hij kwaad wordt. De Japanners houden hem voor Godzilla, want hij breekt flatgebouwen af en wandelt woest door de steden.
Dankzij zentherapie komt Adolf tot rust. Hij verliest het bewustzijn wanneer hij fugu eet en wordt wakker aan boord van een operatietafel in een vliegtuig van de Amerikaanse luchtmacht, dat door Dr. Furunkel bestuurd wordt. Furunkel wil de wereld vernietigen. Dan blijkt dat Furunkel eigenlijk Lady Di is, die haar eigen dood geënsceneerd heeft, waanzinnig is geworden en de Derde Wereldoorlog wil uitlokken. Ze houdt Adolf onder schot en eist dat hij op de knop duwt die een atoombom op Amerika zal laten vallen. Lady Di heeft de Amerikaanse president doodgeschoten. Plotseling weerklinkt Hey Jude van The Beatles. Adolf denkt dat het over de Joden gaat en krijgt een woedeaanval, die hem een bovenmenselijke kracht verleent. Hij overmeestert Lady Di en belt de luchtmacht, die een raket op het vliegtuig afvuurt. Adolf springt uit het vliegtuig, landt in Zuid-Amerika en ontmoet daar Göring opnieuw. Ze besluiten samen een bakkerij, sushiwinkel en schildersatelier te openen.

## Äch bin schon wieder da!
In deel twee wonen Adolf en Hermine in Paraguay. Hun sushizaak annex bakkerij en schildersatelier wordt door oude nazi’s gefrequenteerd die voortdurend de Makkaroni in de versie van De Smurfen dansen, hetgeen Adolf tot waanzin drijft. Het paar heeft twee zonen en een dochter, die alle drie aan crack verslaafd zijn en Adolf beschimpen als oude nazi, boekverbrander en Jodenmoordenaar.
Terneergeslagen gaat Adolf een glaasje drinken in de kroeg van zijn oude vriend Josef Mengele, die graag de Walkürenritt speelt, Adolfs lievelingscompositie. Hij kijkt te diep in het glas en verliest het bewustzijn. ’s Anderendaags ligt Asuncion in de as, want de Derde Wereldoorlog is uitgebroken. Adolf gaat op visite bij Dr. Pickel, die hem een speciale helm aanbiedt waarmee hij door de tijd kan reizen wanneer hij erop tikt. Adolf belandt in Sarajevo tijdens de Joegoslavische Burgeroorlog.
Vervolgens drinkt Adolf grote hoeveelheden absint en ontmoet hij Ernest Hemingway, Albert Einstein, Sigmund Freud, Jean Paul Sartre, Gertrude Stein en Édith Piaf, die hij allen inspireert om nieuwe theorieën te ontwikkelen en grote kunstwerken te scheppen. In zijn alcoholroes schildert hij een revolutionair meesterwerk, dat Pablo Picasso inspireert om een nieuwe stijl te ontwikkelen.
Dr. Pickel heeft een kloon van Hitler gecreëerd om de wereld te vernietigen, maar dankzij zijn tijdreishelm kan Adolf dit verhinderen. Hij reist door verschillende jaren en ontmoet Friedrich Nietzsche. Door toedoen van Adolfs bizarre helm denkt Nietzsche dat hij Zarathustra is en verliest zijn verstand. Dan belandt Adolf in Dallas anno 1963, alwaar Hermine Göring op de loer ligt om John F. Kennedy te vermoorden. Adolf tracht het geweer uit Görings handen te trekken en schiet zo per ongeluk de president dood. Nadien belandt hij aan boord van de Titanic, neemt het roer in handen en botst per ongeluk tegen een ijsberg.
Voorts schiet Adolf, alweer per ongeluk, Kurt Cobain dood. Hij komt in het Oval Office terecht en ziet Monica Lewinsky Bill Clinton fellatio geven. Lewinsky blijkt echter Josef Mengele te zijn, die zich vermomd heeft en de Derde Wereldoorlog wil uitlokken door Hitler in de buurt van de rode knop te lokken en hem vervolgens dood te schieten, zodat het lijkt alsof Hitler op de knop heeft gedrukt en zich vervolgens uit wroeging van het leven heeft beroofd. Voordat Mengele de kans krijgt, zijn plan uit te voeren, tikt Adolf echter op zijn helm en belandt in het jaar 2525.
In 2525 is de wereld bevolkt door kleine Hitler-kloontjes die constant de Makkaroni dansen, met als refrein „Heil Makkaroni!”. Dr. Pickel legt uit dat Adolf in een „Zeitschlump” is beland. De wereld is nu vreedzaam, ecologisch en welvarend; Dr. Pickel vindt dat gruwelijk omdat hij krankzinnig is, en is vastberaden de Vierde Wereldoorlog te ontketenen. Hij dwingt Adolf op de knop te drukken, en overal op de planeet weerklinkt de Makkaroni.
Adolf tikt weer op zijn helm en komt in 33 na Christus in Palestina terecht. Een Romeins soldaat houdt hem voor de nieuwe centurion, die de eer heeft om de nagels in het kruis van Jezus te slaan, die net op het punt staat, gekruisigd te worden. God, die het tafereel uit de hemel gadeslaat, heeft er genoeg van en werpt slechtgeluimd een bliksemschicht naar beneden, die echter op Adolfs helm terechtkomt. Hierdoor belandt Adolf opnieuw in de kroeg van Mengele in Asuncion, waar Hermine naakt op een bok is vastgebonden. Mengele heeft Adolf dronken gevoerd opdat hij Göring kon verkrachten. Hij vuurt enkele kogels op Adolf af, die echter op zijn helm afketsen.
Adolf valt door het tijdcontinuüm heen en arriveert in het Carboon. Daar ziet hij een visachtig diertje dat aan land tracht te kruipen. Hitler leert het wezentje hoe het over land moet lopen en ontwikkelt zodoende de allereerste amfibie. Wanneer het begint te regenen, vallen de druppels op zijn helm, waardoor de vorige actie wordt omgekeerd en Adolf weer naar Mengeles herberg in 1999 geslingerd wordt. Mengele is net bezig, Göring te verkrachten om een nieuw ras van supernazi’s te kweken. Hitler zet echter zijn helm op Mengeles hoofd en stuurt hem naar het tijdcontinuüm, waar hij in het niets zweeft.
Adolf en Hermine besluiten naar Rusland te trekken, omdat „de maatschappelijke acceptatie van fascistische ideologieën ginds weer zeer hoog is”.

## Der Bonker
Der Bonker is opgevat als een toneelstuk in drie bedrijven. De titel verwijst naar de Führerbunker, wat Adolf met zijn Oostenrijkse tongval als Bonker uitspreekt. Dit boek is geen doorlopende reeks van strips, maar bestaat uit dialogen met regieaanwijzingen en getekende scènes. Het stuk speelt zich in de Berlijnse bunker van Hitler af; de bijbehorende videoclip is getiteld Ich hock’ in meinem Bonker en werd tevens in het Engels en het Frans uitgebracht.

### Eerste bedrijf. Götterdämmerschoppen
Het is 30 april 1945. Duitsland is platgebombardeerd en de oorlog lijkt reddeloos verloren. Adolf luistert naar Wagner op zijn Volksempfänger in het gezelschap van Blondi en houdt de moed erin. Zijn mobiele telefoon gaat af. Iemand wil hem interviewen voor de Playboy en vraagt naar de lengte van zijn penis in erectiele toestand, waarop Adolf met 9 centimeter antwoordt. Dan blijkt dat het om een grap gaat: de beller is Winston Churchill. Adolf is razend, want hij kan Churchill niet uitstaan. Vervolgens belt Eva Braun, die op hem wacht met het avondeten en vraagt of hij niet gewoon kan capituleren.
Er wordt aan de deur gebeld: het is Michael Jackson. De beiden converseren in kreupel Engels dat letterlijk uit het Duits vertaald is. Jackson dringt er bij Adolf op aan, de oorlog te staken, waar Adolf niets van wil weten. Dan blijkt dat Jackson een masker draagt: het is in werkelijkheid een vermomde Mahatma Gandhi, die prompt in hongerstaking gaat.
Churchill haalt opnieuw een telefoongrap uit waarin hij Adolf een goedkope „oorlogsverzekering” aanbiedt. Dan arriveert Eva met een lamsgebraad.

### Tweede bedrijf. Arier und Vegetarier
Eva, Adolf en Gandhi zitten in de bunker. Eva moet huilen omdat niemand van haar lamsgebraad wil proeven; beide heren zijn immers vegetariër. Adolf krijgt telefoon van de Paus, die hem morgenvroeg in de Sint-Pietersbasiliek wil heilig verklaren. Ook dit is echter een grap van Churchill. Er wordt opnieuw aan de deur gebeld: het is Eva Braun. Eva en Adolf vallen elkander in de armen. Dan daagt Adolf dat Eva reeds in de bunker was: een van de twee moet dus een valse Eva zijn. De nieuwe Eva is Hermann Göring in vermomming, die Adolf eveneens wil aansporen, met de oorlog op te houden. Ze kibbelen als kleine kinderen, totdat de telefoon gaat. Günther Jauch heeft een quiz waarmee Adolf een prijs kan winnen. Uiteraard is ook dit een grap van Churchill.
Gandhi verklaart triomfantelijk dat hij reeds anderhalf uur niets meer gegeten heeft. Göring biedt hem wat cocaïne tegen de honger aan; hij denkt dat Gandhi een Ariër is in plaats van een vegetariër. Eva, Gandhi en Göring snuiven cocaïne en Eva stelt wat groepsseks voor om de tijd te verdrijven. Adolf mag niet meedoen.

### Derde bedrijf. Tausend Jahre Einsamkeit
Er wordt aangebeld: het is de Dood, die Adolf komt halen omdat zijn tijd om is. Adolf nodigt hem naar binnen uit. „Mooie bunker”, vindt de Dood. De anderen zijn nog met hun orgie bezig, wanneer de Dood waterstofcyanidepillen verdeelt. Hij spreekt echter opvallend veel Japans, wat Adolf achterdochtig maakt. Het blijkt de Tenno in vermomming te zijn. Adolf heeft er genoeg van; hij gooit het hele gezelschap eruit.
Er wordt aangebeld; God staat voor de deur. Adolf biedt hem een glaasje Chantré aan. God wil eigenlijk niets anders dan deze nacht in de bunker overnachten; hij is dakloos. Adolf vraagt of God het dan niet erg vindt dat hij de aarde vernield heeft, maar God stelt hem gerust, want hij heeft nog een paar andere planeten. Dan blijkt dat God een masker draagt: het is in werkelijkheid Benito Mussolini. Hij dringt er bij Adolf op aan, de oorlog stil te leggen, want ze hebben in Italië geen cappuccino meer. Adolf gooit Mussolini eruit: „verdomde spaghettivreter!”
Adolf blijft alleen achter met Blondi, want buiten krioelt het van de antifascisten. Hij aait Blondi, die eensklaps begint te spreken. Blondi beweert dat hij een buitenaards wezen is dat Hitler een telepathisch bevel heeft gegeven om de Tweede Wereldoorlog uit te lokken. Blondi zegt dat Adolf zijn verstand aan het verliezen is door overmatige stress. Hij praat op hem in om Churchill op te bellen en eindelijk te capituleren. Net wanneer Adolf dit wil doen, rinkelt Blondi’s mobiele telefoon. Adolf vindt het verdacht dat een hond een telefoon bij zich draagt. Blondi lijkt een masker te dragen: onder de vermomming steekt Winston Churchill, die graag een glaasje Chantré wil.